# Foot Village
Foot Village is een tribal noise rock band uit Los Angeles, die bestaat uit vier drummers, waarvan twee tevens de zang verzorgen via megafoons.
Brian Miller, die tevens de concertzaal The Smell runt, richtte de band op in 2009.
Op hun album Anti-magic uit 2009 speelden een grote hoeveelheid bevriende musici mee, waaronder AIDS Wolf, Jason Forrest, Kyle Mabson, Narwhalz, Tussle and Death Sentence: Panda!. Het album zorgde voor media-aandacht en kreeg besprekingen in onder andere Pitchfork Media, Rough Trade, Vice magazine en Tiny Mix Tapes, gevolgd door een tournee door de US en Europa, waarbij de band ook Amsterdam (De Melkweg) aandeed tijdens het 5-jarige jubileumfeest van Subbacultcha!. Dit optreden werd door VPRO's 3VOOR12 geregistreerd.
De band verschijnt tevens op de compilatie-DVD Live at the Smell, welke uitkwam in 2009.

## Discografie
- Fuck The Future, 2007
- Friendship Nation, 2008
- Fuck The Future II, 2009
- Anti-magic, 2009

## Videografie
- Live at the Smell, DVD